# Psykisk traume
 For alternative betydninger, se Traume. (Se også artikler, som begynder med Traume)
En psykisk traume, psykologisk traume, psykotraume, psykiatrisk traume, følelsesmæssigt traume, traume eller trauma er en følelsesmæssig reaktion forårsaget af alvorlige foruroligende begivenheder såsom ulykker, vold, seksuelle overgreb, terror eller sensorisk overbelastning.
Kortvarige reaktioner som psykisk chok og psykologisk benægtelse følger typisk. Langsigtede reaktioner og effekter omfatter bipolar lidelse, ukontrollerbare flashbacks, panikanfald, søvnløshed, mareridtslidelse, vanskeligheder med interpersonelle forhold og posttraumatisk stresslidelse (PTSD). Fysiske symptomer, herunder migræne, hyperventilation, hyperhidrose og kvalme udvikles ofte.
Psykiske traumer er ikke det samme som mental nød eller mental lidelse, som begge er universelle menneskelige oplevelser. Da subjektive oplevelser er forskellige mellem individer, reagerer folk forskelligt på lignende begivenheder. Ikke alle, der oplever en potentielt psykisk traumatisk hændelse, bliver psykologisk traumatiserede, selvom de kan være bekymrede og opleve lidelse. Nogle vil udvikle PTSD efter at have været udsat for en traumatisk begivenhed eller en række begivenheder. Denne uoverensstemmelse i risiko kan tilskrives beskyttende faktorer, som nogle individer har, som gør dem i stand til at klare vanskelige begivenheder, herunder temperamentsfulde og miljømæssige faktorer, såsom modstandskraft og villighed til at søge hjælp.